# Ciudad Deportiva Irving Saladino
La Ciudad Deportiva Irving Saladino son un conjunto de instalaciones deportivas de alto rendimiento, que se encuentran ubicadas al este de la Ciudad de Panamá, en el corregimiento de Juan Díaz. Desde 2010 recibe el nombre en honor al primer deportista panameño en conseguir la medalla de oro, en unos juegos olímpicos. Originalmente fue construida para albergar los Juegos Centroamericanos y del Caribe de 1970 y se conformaba de tres principales instalaciones, que son: el Estadio Rommel Fernández, la Arena Roberto Durán y la Piscina Eileen Coparropa. En el 2009 se añadió a estas instalaciones el Estadio Luis Ernesto Cascarita Tapia y en 2020 el Estadio Emilio Royo.

## Historia
Anteriormente se conoció con el nombre de Jardín Olímpico, luego de los Juegos Centroamericanos y del Caribe de 1970, albergó los Juegos Bolivarianos de 1973. Desde aquel entonces, empezó un proceso de abandono, hasta convertirse en infraestructuras obsoletas y descuidadas. 
En el 2006 el Instituto Panameño de Deportes, en conjunto con la Universidad Tecnológica de Panamá, firman un acuerdo de cooperación técnica, se rediseñó todo el complejo deportivo que incluyó nuevas infraestructuras, entre ellas, un nuevo edificio administrativo y un centro de alto rendimiento físico. 
Con una inversión que superó los 90 millones de Balboas, este complejo deportivo se convierte en el más moderno de Centroamérica y se rebautizó con el nombre de Ciudad Deportiva Irving Saladino, en honor a este atleta, quien consiguió la medalla de Oro en las Olimpiadas de 2008.
La Ciudad Deportiva Irving Saladino abrió sus puertas por completo para la celebración de los IX Juegos Deportivos Centroamericanos 2010.

## Datos
- En su última modernización se invirtió más de 90 millones de dólares.
- Se remodeló el Estadio Rommel Fernández, el Arena Roberto Duran y la Piscina Eileen Coparropa.
- El complejo deportivo también incluyó un Salón de la Fama, un centro de entrenamiento deportivo, canchas de entrenamiento y almacenes.
- La Ciudad Deportiva es hoy en día el epicentro de diversas actividades de toda índole, lo que le permite convertirse en una zona autosostenible.
- El Presidente de la FIFA fue el encargado de dar la palada inicial para la construcción del nuevo edificio actual sede de la Federación Panameña de Fútbol.